# Бурбело Валентина Броніславівна
Бурбе́ло Валенти́на Бронісла́вівна (6 травня 1951, м. Київ) — українська мовознавиця, педагог, дослідниця стилістики французької мови, співавторка французько-українського словника, доктор філологічних наук, професор кафедри французької філології Київського університету.

## Біографія
Народилася 6 травня 1951 року в Києві. 1973 року закінчила факультет романо-германської філології Київського університету. Працює в Київському університеті з 1973 року: спершу як викладач кафедри теорії та практики перекладу; згодом як викладач, потім доцент і старший науковий співробітник кафедри романської філології; доцент, а з 2000 року — професор кафедри французької філології.
Захистила кандидатську дисертацію на тему «Еволюція мовленнєвих форм характеристики персонажа у французькій літературі» (1981). 1999 року захистила докторську дисертацію за темою «Художній дискурс в історії французької мови та культури IX–XVIII ст.». Викладала нормативні курси та спецкурси з історії французької мови, теоретичної граматики французької мови, актуальних проблем романістики, семіотики візуального зображення у викладанні іноземних мов, актуальних проблем дискурсології.
З 2002 року Валентина Бурбело — співзасновник та віце-президент Франкофонної Асоціації України, з 1992 року — член Української асоціації викладачів французької мови, Президент асоціації «КОРЕ — Україна», Міжнародного товариства вивчення доби Просвітництва та Міжнародної асоціації «Двомовний світ» (Безансон, Франція), експерт Європейського Центру сучасних мов Ради Європи в галузі аудіовізуальних методів викладання іноземних мов, Міністерства освіти і науки України.
Активна діячка Української Ради миру. Нагороджена Грамотою Верховної Ради України. Автор більше 140 наукових та науково-методичних праць.

## Наукові інтереси
Наукові інтереси: історія французької мови, лінгвопоетика, дискурсологія, теорія комунікації, лінгвопрагматика, семіотика, сучасні технології у викладанні іноземних мов.

## Відзнаки та досягнення
- Член Української асоціації викладачів французької мови (з 1994),
- Член Міжнародного товариства вивчення доби Просвітництва (з 1996),
- Експерт Європейського Центру сучасних мов Ради Європи (з 1998),
- Віце-президент Франкофонної Асоціації України (з 2002),
- Президент асоціації «КОРЕ – Україна» (з 2004),
- Президент Ротарі-клубу «Київ-Центр» (2005-2006),
- Член Міжнародної асоціації «Двомовний світ» (з 2006),
- Член журі з перекладу при Посольстві Франції в Україні (2012-2014),
- Грамота Верховної Ради України за заслуги перед Українським народом (2009),
- Подяка Голови ВАК України (2010).

## Основні праці
- Лингвистика художественного текста. К., 1988;
- Историческая стилистика французского языка. К., 1990;
- Пророчества Мишеля Нострадамуса. К., 1991 (переклад у співавторстві).
- Словник французько-український / українсько-французький. Ірпінь, 1994;
- Лінгвопоетика французької словесності IX–XVIII ст. К., 1999;
- Болонський процес і реформування вищої освіти Франції (у співав., 2004),
- Франція у Європейському просторі вищої освіти (у співав., 2005),.
- Комунікативні стратегії. Практикум. Ч.1 і 2 (2014).